# Business process modeling language
BPML (en anglais « Business Process Modeling Language », c'est-à-dire « langage de modélisation de processus métiers ») est un langage fondé sur XML destiné à modéliser des processus métier. Il a été mis au point par le BPMI (en anglais « Business Process Management Initiative »), un consortium d'entreprises spécialisées dans du marché des outils pour gestion des processus métiers"), mais il ne sera pas adopté par le marché. BPMI a fini par l'abandonner pour privilégier un langage similaire mais plus populaire, à savoir BPEL4WS.
À la suite de la fusion du BPMI avec l'Object Management Group (OMG) en 2005, BPML sera définitivement abandonné en 2008 en faveur de la norme BPDM (en anglais « Business Process Definition Metamodel », c'est-à-dire « méta-modèle de définition de processus métiers »).